# 特朗普第一届任期关税

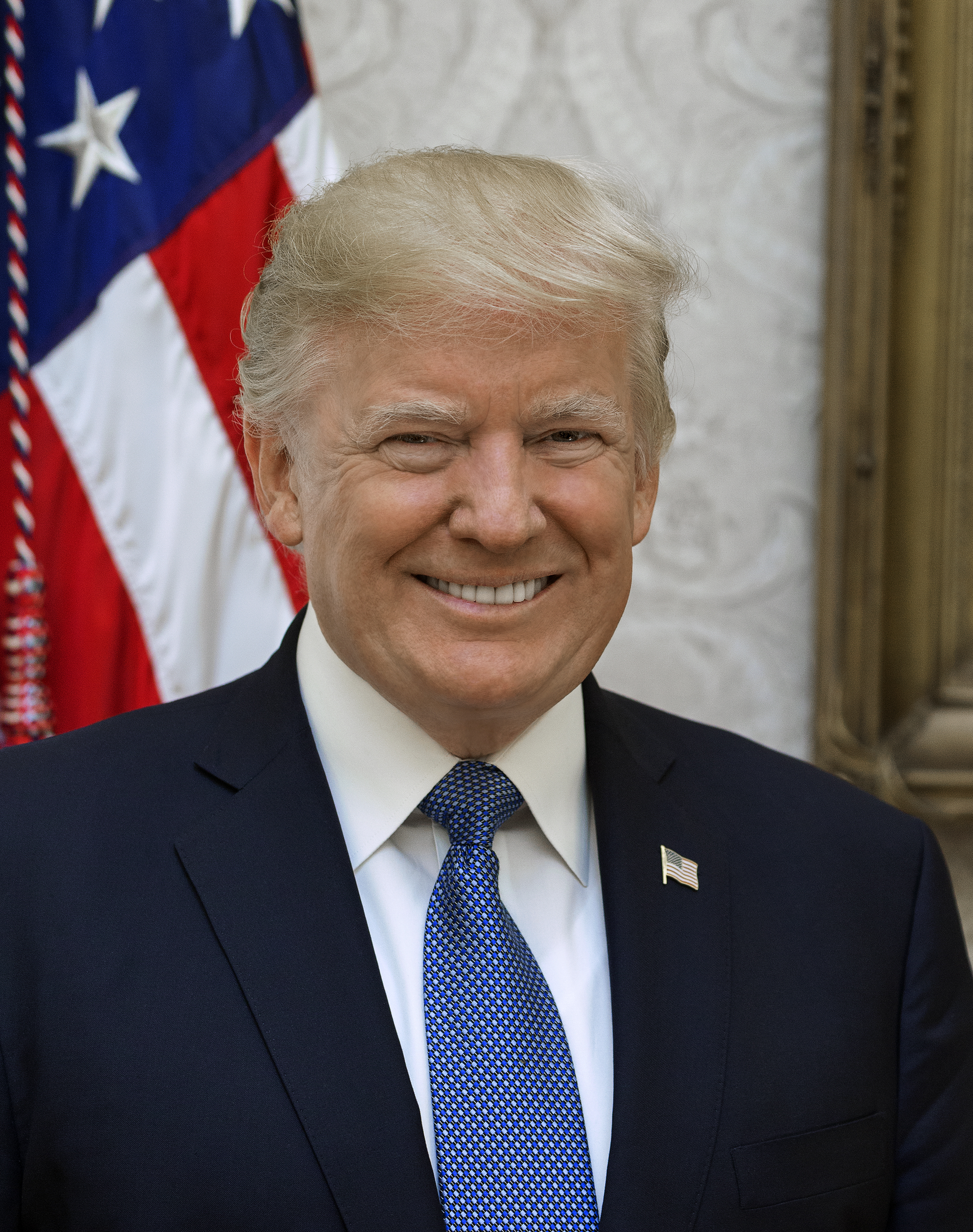
第45、47任美国总统唐納·川普

特朗普第一届任期关税是指美国总统唐納·川普于第一届政府任期实施的一系列关税政策，以減少贸易不平衡情況。
高關稅過去在1980年代前一直是美国的經濟政策，共和党支持通過貿易保護主義來保護國內企業的發展免受外國企業蠶食，而民主党則支持通過貿易保護主義來保護農民和工人階級免受外國企業所剝削。1980年代隨著新自由主義的市場經濟發展，以及全球化的興起，兩党皆轉而支持自由貿易。
2018年1月，特朗普宣布对太阳能电池板和洗衣机征收关税。2018年3月，特朗普宣布就进口钢和铝征收关税。
2018年6月1日，特朗普政府宣布对从欧盟、加拿大和墨西哥进口的钢铁和铝分别征收25%和10%的关税，此举激怒了美国的盟友，他们纷纷计划对美国货物征收报复性关税，加深了贸易战的可能。随后，中国宣布将于7月6日起生效的美国向中国商品征收的500亿美元关税展开报复，印度计划对价值120亿的印度钢铁和铝撤回2.4亿美元的贸易处罚。澳大利亚等其他国家担忧贸易战发生。
在西方各国中，其诸种反应源于其地区差异及針對特朗普的個人喜惡因素，亦包括意识形态之间的差异。关税受到部分保守派和共和党人的广泛批评，但得到了工会领导人的普遍好评。民主党的评价毁誉参半，锈带地区的民主党人（不少是藍領白人工人階級，1990年代前是民主党的）支持钢铁和铝的进口关税。沿岸都会区民主党人則繼續強烈反對，包括大企業的民主党人。
摩根士丹利估计到2018年3月，特朗普对钢铁、铝、洗衣机和太阳能电池板征收的关税占美国进口的4.1％。绝大多数的经济学家都不认同关税措施。接受路透社调查的104位经济学家中，近80％认为进口钢铁和铝进口关税将对美国经济造成损害，其他国家则没有太大影响。没有一位接受调查的经济学家认为关税会对美国经济有利。美国的四十五个贸易协会正在敦促特朗普不要对中国征收关税，并警告说这将对美国经济和消费者“特别有害”。
2020年12月，總統當選人乔·拜登宣布會繼續保持對華關稅，將與盟友共同制衡中國。不過對於經濟上的其他競爭對手如歐洲各國，拜登緩解了對歐洲所施加的關稅的舉措，以求政治上的緩和。

## 背景

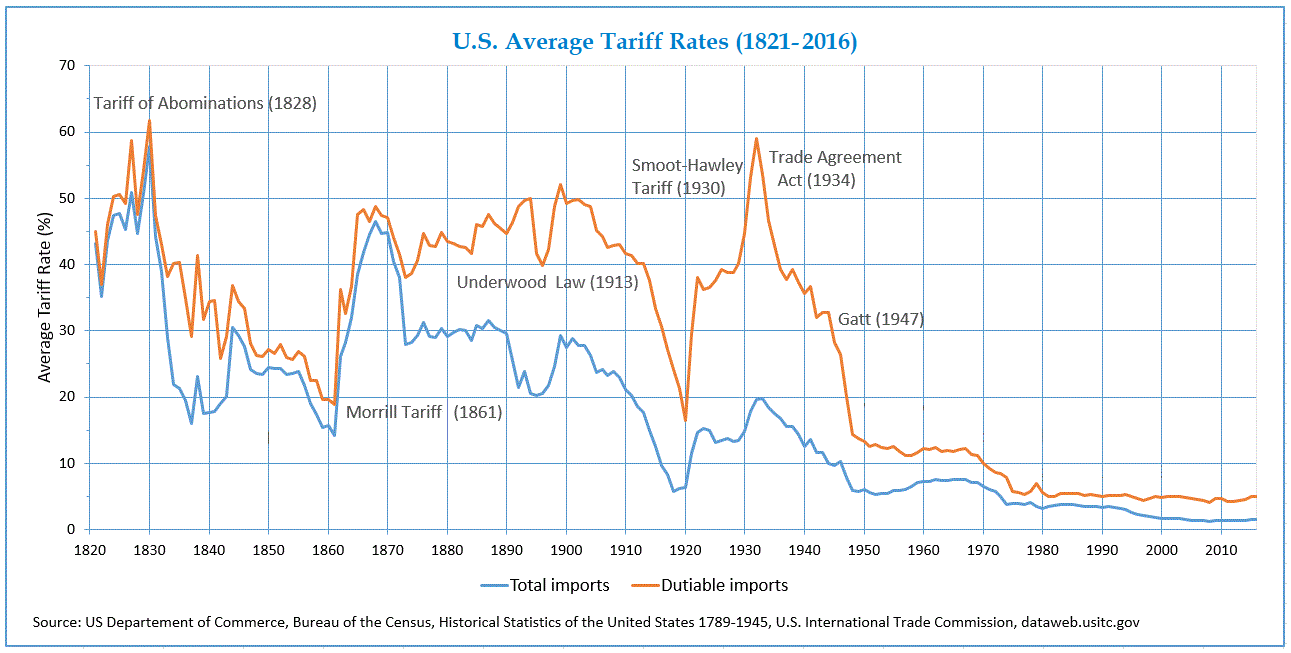
美国关税平均税率（1821–2016年）

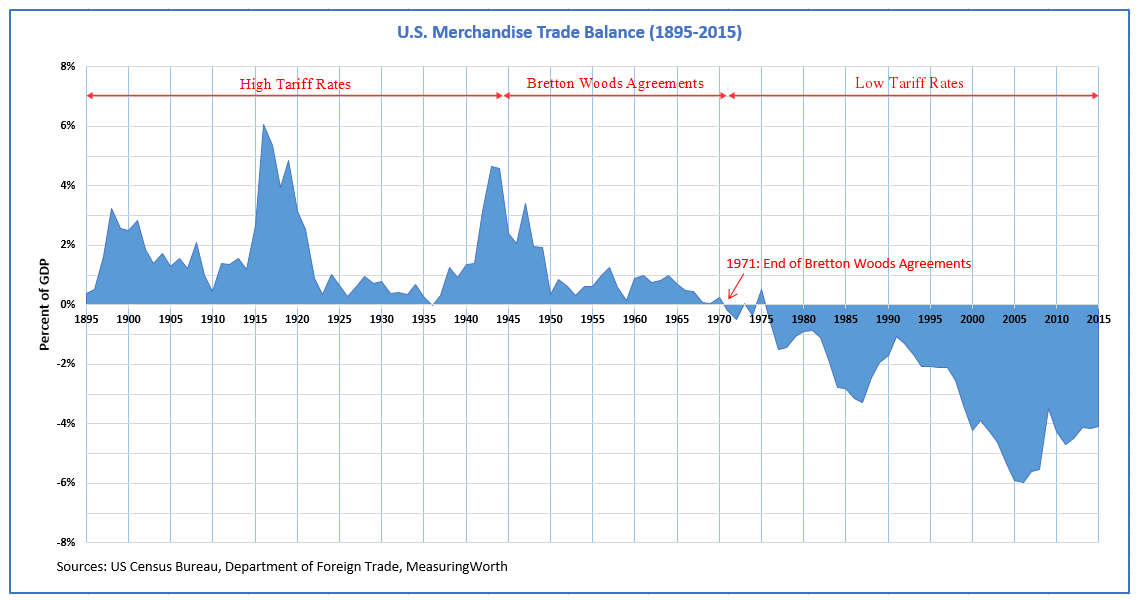
美国的贸易平衡和贸易政策（1895–2015年）

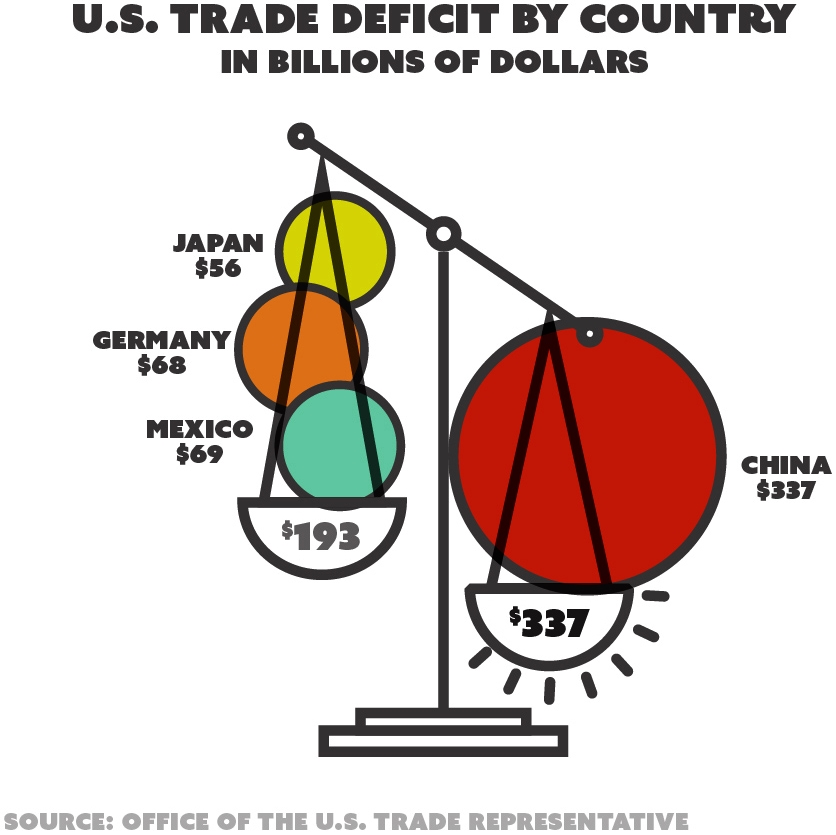
2017年美国贸易逆差

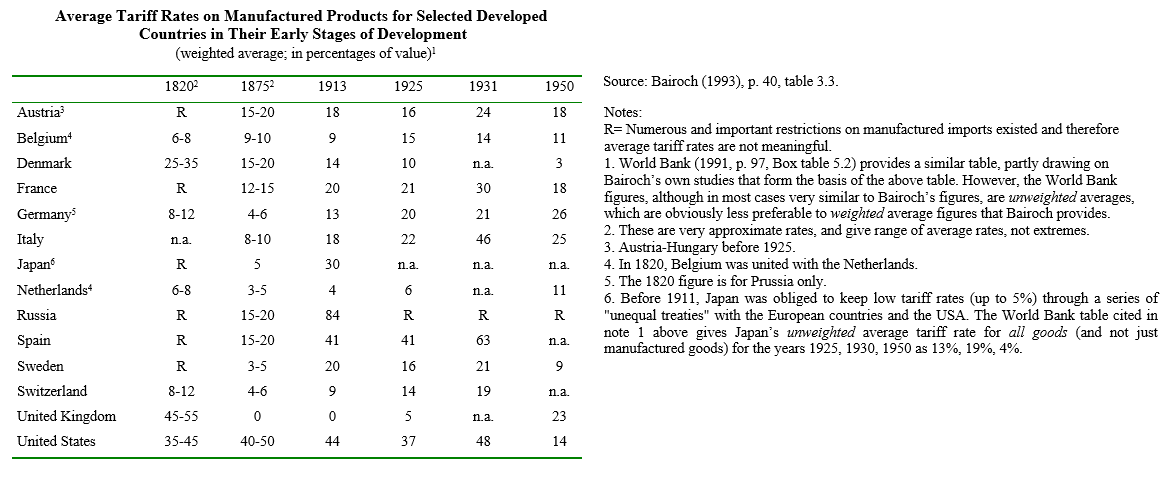
制成品平均关税税率

2016年美国大选期间，特朗普多番强调重启贸易协定的政治性提议。2016年1月，他在纽约时报编辑委员会会议上表达了向中国征收45%的进口税的想法。他也频繁抨击北美自由贸易协定，称“美国签署过的最烂的贸易协议” ，称跨太平洋伙伴全面进展协定为“美国制造业敲响了丧钟”，“将对外国的利益压到了我们的头上”。
2016年11月21日，特朗普发布视频表示谈判会“把美国放在第一步”，探讨出“将工作岗位和产业带回美国海岸的公平双边贸易协定”。2017年1月23日，就任总统第三天，特朗普将美国从政治上有分歧的跨太平洋伙伴关系协定中撤出，认为该协定会“破坏”美国经济及其独立性。
特朗普还表示出和加拿大和墨西哥结束北美自由贸易协定的想法。他的政府一直在就协定的条款重新展开谈判。虽然他在重新谈判中寻求的确切条款含糊不清，但他威胁称，如果谈判告吹便会撤出。他点名批评福特汽车、开利公司和亿滋国际在墨西哥经营业务。2015年8月，奥利奥饼干制造商亿滋国际宣布将生产线搬到墨西哥后，特朗普带头宣布抵制奥利奥。
类似于对贸易协定的追求，特朗普也按照《与美国选民的合同》承诺开征关税，通过《阻止离岸法案》阻止企业裁员或搬往其他国家。该法案并没有在国会亮相，但特朗普转而向太阳能光伏板、洗衣机、钢铁和铝制品开征关税。执行关税的主要职权在商务部和美国贸易代表办公室的范围内。
《纽约客》的约翰·卡西迪认为，特朗普想把共和党打造成“一个更讲求民粹主义、本土主义、公然地保护主义和半独立主义政党，对移民、自由贸易和军事干涉主义持怀疑态度。”自由市场倡导者斯蒂芬·摩尔和保守派经济学家拉里·库德罗认为特朗普是保护主义者。他的反全球化贸易保护主义政策经常跨越党派路线。比如说，美国参议员伯尼·桑德斯称赞撤回跨太平洋伙伴关系协定，表示“过去30年来，我们持有一系列的贸易协定，将几百万浪费在高薪职位上，引发一场‘向下竞争’降低美国工人薪资。”然而，PolitiFact的经济专家认真分析，指出关税可能有助于创造新的制造业岗位，促使美国外贸伙伴做出让步，不过消费成本和生产成本几乎肯定会上涨，股市会下跌，利率可能会下降，还会出现贸易战，低收入消费者受到的损害最深。

### 法律基础
特朗普关税引用的法律基础是1962年贸易扩张法第232条，如果“一件货品进口到美国的数量或其条件威胁或损害到国家安全时”，总统可以在商务部长的提议下征收关税。该条款很少有用到，自1995年世界贸易组织成立以来很少被调用。

### 分析
芝加哥大学芝加哥大学布斯商学院全球市场倡议的带头经济学家发起调查，表示了美国向钢铁和铝开征新关税不能改善美国人福利的共识。经济学家表示，关税弊大于利，钢铁价格上涨会损害到消费者和美国本土使用钢铁的制造业（这些职位的数量以80比1的比例压倒了钢铁制造业工人数目）。关税的大赢家只会是美国部分钢铁和铝制造业，部分制造商（尤其是中小型）仰赖外国进口，可能会受到关税的困扰。该提议的研究表明关税估计会损失14.6万职位。对2002年布什政府颁布的钢铁关税的研究显示，此举造成职位损失过于产生。如果其他国家反击美国，对美国产品开征关税，职位流失会更多。
学者警告特朗普政府仿效以往使用“国家安全”的理由开征关税会破坏国际贸易秩序，其他国家也可以借口同样的理由开征关税。世界贸易组织准许国家必要时采取措施确保他们的国家安全，但这一规定已经被广泛使用，可能会遭到滥用。关税尽管引用了国家安全的理由，但主要伤害到美国的盟友，不是敌人，美国向中国直接出口的钢铁和铝非常少。贸易专家进一步指出美国超过三分之二的产品是自行生产的。

### 回应
关税最初公布后，道琼斯工业平均指数急挫500多点，即2%。钢铁消费大户，如福特和通用汽车等美国汽车工业股价下跌幅度更多。AK钢铁控股、美国钢铁公司和纽柯则获得了客观地收益，其中美国钢铁表示将重开伊利诺伊州一家工厂。
中国、加拿大和欧盟消极应对最初的公布（没有提到豁免加拿大和墨西哥）。加拿大供应了美国16%的钢铁需求，巴西供应13%，韩国10%。墨西哥9%，击败了中国的2%。2013年到2016年，加拿大是美国第二大铝进口来源。中国扬言限制美国大豆进口。加拿大贸易部长弗朗索瓦-菲利普·香槟表示关税“不能接受”。欧盟委员会主席让-克洛德·容克表示美国的行动会面临世界贸易组织的法律挑战。
全美最大工会美国劳工联合会-产业工会联合会赞扬特朗普的关税，俄亥俄州民主党参议员谢罗德·布朗表示行动对“整个俄亥俄州的钢铁产业而言”是一个福音。多名共和党国会议员担忧关税会损害经济或导致其他国家反击。众议院议长保罗·莱恩和多数党领袖米奇·麦康奈尔敦促特朗普重新考虑他的提议，或缩窄关税范围，避免“难以预料的后果和附带损害”。众议院少数党领袖南希·佩洛西呼吁对“贸易骗子”采取有针对性的战略行动，但同时批评特朗普强推关税造成“混乱”，“最大化对美国工人、消费者和我们国际盟友的连带损害”。2002年，共和党总统乔治·W·布什对钢铁开征严重的关税，直到18个月后撤回，期间极大程度上损害了美国的利益，特朗普此次的提议经常被拿来和布什的关税作比较。
2018年3月6日，美国国家经济委员会主席盖瑞·科恩宣布有意辞职，此时恰逢特朗普取消与钢铁和铝终端用家的会议。科恩安排了这场会议，试图劝阻总统计划关税。
2018年3月，昆尼匹亚科大学民调显示如果生活成本上升，民众普遍不同意关税，仅29%的美国人同意“向钢铁进口和铝进口分别征收25%和10%的关税”。
欧盟贸易专员塞西莉亚·马尔姆斯特伦于3月20日访问华盛顿，会见美国商务部长威尔伯·罗斯及其他政府官员以争取关税豁免。在正式访问美国之前，马尔姆斯特伦向媒体表示，“我们希望与美国及全球其他伙伴合作，从根源上解决这一问题。我们在这方面有各种手段。我们愿意加强这些手段，并寻找其他手段。”

### 和解
特朗普在2018年7月25日与欧盟委员会主席让-克洛德·容克会谈后表示，美国同意努力降低与欧盟的贸易壁垒，双方同意在谈判期间暂停实施任何新的关税。容克承诺欧盟将与美国联手，应对中国的不公正贸易行为。雙方將共同努力消除非汽车工业品的所有关税、补贴和贸易壁垒，实现“零关税、零补贴”，欧盟还同意将立即开始对美国大豆、牛肉和天然气的进口。欧盟也同意与美国合作，推动对世贸组织的改革。

## 征税商品

### 钢铁和铝
2018年3月1日，特朗普宣布向钢铁和铝进口开征25%和10%的关税。次日，他发布推特重申“贸易战是好事，取胜很容易。”3月8日，他签署命令，关税于15天后生效。加拿大和墨西哥根据豁免条款免于执行命令。后来一名政府官员表示，加拿大和墨西哥的豁免并非是永久的，取决于北美自由贸易协定重新谈判时能否符合特朗普的喜好 。特朗普和他的助手表示，豁免可以延伸到其他国家，尤其指出了澳大利亚也有可能。关税于2018年3月23日正式生效。
2018年3月22日，白宫宣布暂停加拿大、墨西哥、欧盟、澳大利亚、韩国、巴西和阿根廷的关税，直到2018年5月1日。
2018年6月1日，白宫宣布取消对欧盟、加拿大和墨西哥的钢铁和铝的关税豁免。
2022年12月9日，世贸组织委任的专家组裁定美国对钢铝产品征收的进口关税与世贸组织规定相悖。美國方面则拒绝接受。
2023年1月27日，美國就世贸组织对包括中国在内的四个国家征收惩罚性钢铝关税的裁决提出上诉。
| 獲豁免的國家和地區 （截至2018年6月） | 鋼               | 鋁               | 備註   |
| ------------------------------------ | ---------------- | ---------------- | ------ |
| 阿根廷                               | 豁免，有出口限額 | 豁免，有出口限額 | [ 75 ] |
| 澳大利亞                             | 豁免             | 豁免             | [ 75 ] |
| 巴西                                 | 豁免，有出口限額 | 無豁免           | [ 75 ] |
| 韓國                                 | 豁免，有出口限額 | 無豁免           | [ 75 ] |

### 太阳能光伏板
2018年1月23日，特朗普向美国海外生产的太阳能光伏板征收关税，比重在四年内从最初的30%逐步降低到15%。
| 太阳能光伏板关税   | 太阳能光伏板关税 | 太阳能光伏板关税 | 太阳能光伏板关税 | 太阳能光伏板关税 |
| ------------------ | ---------------- | ---------------- | ---------------- | ---------------- |
| 元件               | 第一年           | 第二年           | 第三年           | 第四年           |
| 模块及电池保障关税 | 30%              | 25%              | 20%              | 15%              |
| 免征关税电池       | 2.5吉瓦          | 2.5吉瓦          | 2.5吉瓦          | 2.5吉瓦          |

中国目前是太阳能光伏板生产的全球领导者，故强烈谴责关税。中国商务部部长钟山表示：“针对美方采取的错误措施，中国将会同世界贸易组织成员国一道，坚决捍卫我们的合法权益。”环境保护者和动物权益倡导者担忧新关税损坏可持续能源和因气候变化濒临灭绝的动物发展。

### 洗衣机
同样在1月23日，美国贸易代表办公室宣布对洗衣机征收关税。美国国际贸易委员会介绍，2012年到2016年，大型家用洗衣机进口数量“稳步增长”，国内制造商的财务业绩“急剧下降”。第一年，向前120万部进口的洗衣机成品征收的关税从20%起步，随后进口的征收50%。到第三年，初始关税下降到16%和40%，模式相同。关税是在美国洗衣机制造商惠而浦递交请愿书后执行的，该公司和韩国的LG电子和三星集团竞争激烈。
| 洗衣机关税                | 洗衣机关税 | 洗衣机关税 | 洗衣机关税 |
| ------------------------- | ---------- | ---------- | ---------- |
| 元件                      | 第一年     | 第二年     | 第三年     |
| 前120万部进口的洗衣机成品 | 20%        | 18%        | 16%        |
| 随后进口的洗衣机成品      | 50%        | 45%        | 40%        |
| 包关税部分                | 50%        | 45%        | 40%        |
| 不含关税部分              | 5万部      | 7万部      | 9万部      |

2016年，中国向美国出口了价值4.25亿美元的洗衣机，紧随其后的是2.4亿美元的墨西哥和1.3亿的韩国。三星和LG是向美国进口洗衣机最多的公司。关税宣布前两个星期，三星将旗下洗衣机的生产线搬进南卡罗来纳州的新工厂。三星表示，美国消费者会“付更多的钱，但选择会更少”，对此墨西哥官员表示将透过进行中的北美自由贸易协定重新谈判应对关税。

### 中国产品
2018年3月22日，特朗普签署1974年贸易法备忘录，指示美国贸易代表处对總值500亿美元的中国商品征收关税。特朗普表示，征收关税是因为中国窃取了美国的知识产权。特朗普表示向中国进口商品征收关税的做法，会使美国“成为更强大，更富有的国家”。
关税宣布后引发对贸易战的担忧，道琼斯工业平均指数因此急挫2.9%，即724点。卡特彼勒、波音等和中国有贸易往来的公司股价大跌。
对此，中华人民共和国商务部宣布计划向128种美国商品征收关税，其中120种，如水果和酒将收税15％，其余8种，包括猪肉，收税25%。关税于2018年4月2日起实施。
2018年4月3日，美国贸易代表办公室发布了针对1,300多种中国商品的征税清单，包括平板电视、武器、卫星、医疗器械、飞机部件和电池。中国驻美大使崔天凯警告美国：“我们尽量避免这种情况，但如果对方做出错误的选择，那么我们别无选择，只能作出反击。”
2018年4月4日，中国国务院关税税则委员会决定计划向106种商品额外征收25%的关税，包括汽车、飞机和大豆，其中大豆是美国向中国出口最多的农产品。
针锋相对的关税公布不断增加，引发两国不断逼近贸易战的担忧。2018年4月4日，特朗普发布推特回应推测：“我们不会和中国打贸易战，几年前代表着美国的愚蠢无能之辈输掉了那场战争。如今我们每年的贸易逆差达到5,000亿美元，外加价值3,000亿美元的知识产权被盗。我们不能让这种情况继续下去了！”第二天，特朗普指示美国贸易代表办公室考慮對另外1,000亿美元的中國貨品徵收关税。
2018年5月9日，中国全面放弃进口美国大豆。美国大豆出口协会中国区主管张小平（音）表示，买家确实停止从美国的采购，“出口商无法找到任何中国买家”。
2018年5月29日，美國政府宣佈將會對總值500億美元的中國商品徵收25%關稅，最终的征税清单预计将包括800多种产品，价值340亿美元年贸易额，略低于美国贸易代表4月份公布的约1300种产品的原始清单，新关税措施7月6日生效。美国总统特朗普于措施生效前表示，“如果中国采取报复行动，美国将启动目前暂缓的对2000亿美元进口中国商品的征税，之后再按照需要启动目前暂缓的对3000亿美元进口中国商品的征税。”
2018年12月1日，在G20峰会上，双方达成共识，宣布暂停采取新的贸易措施，并设定了3个月的谈判期限，若谈判失败将导致关税战再次升级
2019年5月5日，美国总统唐纳德·特朗普宣布自5月10日起将中国价值2000亿美元的商品关税从10%提升至25%。2019年5月13日，中国国务院关税税则委员会宣布自6月1日起对原产于美国价值600亿美元的部分进口商品提高到加征5%~25%的关税。

## 韩美自由贸易协定
2018年3月28日，美国和韩国宣布双边的韩美自由贸易协定条款重大修改，应对多项关税和提议中的美朝外交峰会。韩国产业通商资源部通商交涉本部长金铉宗在当天举行的记者会上就韩美两国达成的双边贸易协议做出了具体说明：韩美双方商定美国对韩皮卡出口关税的征税期限从2021年延长20年，至2041年；将美国车企每年向韩国出口的汽车配额由2.5万辆增加到5万辆；并适当放宽汽车安全、环境标准，认可符合美国汽车安全标准即视为符合韩国安全标准等内容。而在加大开放农产品市场方面，韩方则没有向美方做出让步。另据路透社报道称，美国官员证实，韩国同意把对美国的钢铁出口量降低约30%，以换取钢铁关税豁免。韩国铝生产商则仍要面对特朗普确定的10%的铝进口税。而美国将豁免韩国部分钢铁和铝的关税。

## 关税提议
早在2016年竞选总统期间，特朗普便表示会向将业务搬到墨西哥的公司开征15%到30%的关税。特朗普提议向“福特在跨越边境的墨西哥工厂生产的每一辆车、每一辆卡车和每一个部件”征收35%的关税。关税水平将远高于国际准则（美国和大多数其他发达经济体约为2.67％，大多数发展中国家为10％以下）。欧盟扬言，如果对钢铁和铝收税威胁到欧洲的汽车制造商，将征收报复性关税。